# Montebello (Poggio Torriana)
Montebello di Torriana è una frazione del comune di Poggio Torriana, in provincia di Rimini, castello e borgo medioevale che si eleva a 436 m s.l.m. dominando le valli del Marecchia e dell'Uso.

## Storia
La prima costruzione in muratura è di epoca romana (III secolo), una torre a pianta quadrata, ora inserita nella struttura del castello. All'insediamento altomedievale successivo si deve il nome latino Mons belli (Monte della guerra).
Le prime notizie del castello si hanno grazie ad un documento notarile datato 24 settembre 1186, allorché il castello venne venduto da Ugolinuccio di Maltalone a Giovanni Malatesta.
I Malatesta dotarono il castello di fortificazioni, trovandosi al confine con il territorio dei Montefeltro, nemici storici della famiglia riminese. Nel 1393 i Montefeltro, con un audace colpo di mano, espugnarono la fortezza. Nel 1438 Sigismondo Pandolfo Malatesta riuscì a riconquistarla. Ma la fortuna militare del Malatesta declinò, e nel 1462 venne sconfitto a Pian della Marotta, presso Senigallia, dall'esercito pontificio inviato da Papa Pio II (Piccolomini) e guidato da Federico da Montefeltro. In seguito alla sconfitta, Montebello fu infeudata nel 1464 dai conti Guidi di Bagno.
Da allora la famiglia dei conti Guidi è proprietaria della Rocca. Dopo il Cinquecento la fortezza subì degli interventi per adattarla a dimora nobiliare. Rispetto alla struttura del 1464, i Guidi hanno adibito un'intera ala del castello ad ala nobile.
Tra il 1968 e il 1973 il castello ha subito un grande intervento di restauro per ripristinare la rocca eliminando le conseguenze degli ingenti danni dei bombardamenti della Seconda guerra mondiale. È diventato un museo nel 1989. 
Sul castello si tramanda tutt'oggi la leggenda di Guendalina Uguccione, meglio conosciuta come Azzurrina, che sarebbe stata figlia di Ugolinuccio o Uguccione, feudatario di Montebello nel 1375.
Montebello fece parte del comune di Sogliano al Rubicone fino al 1977, quando passò a quello di Torriana. 

## Monumenti e luoghi d'interesse

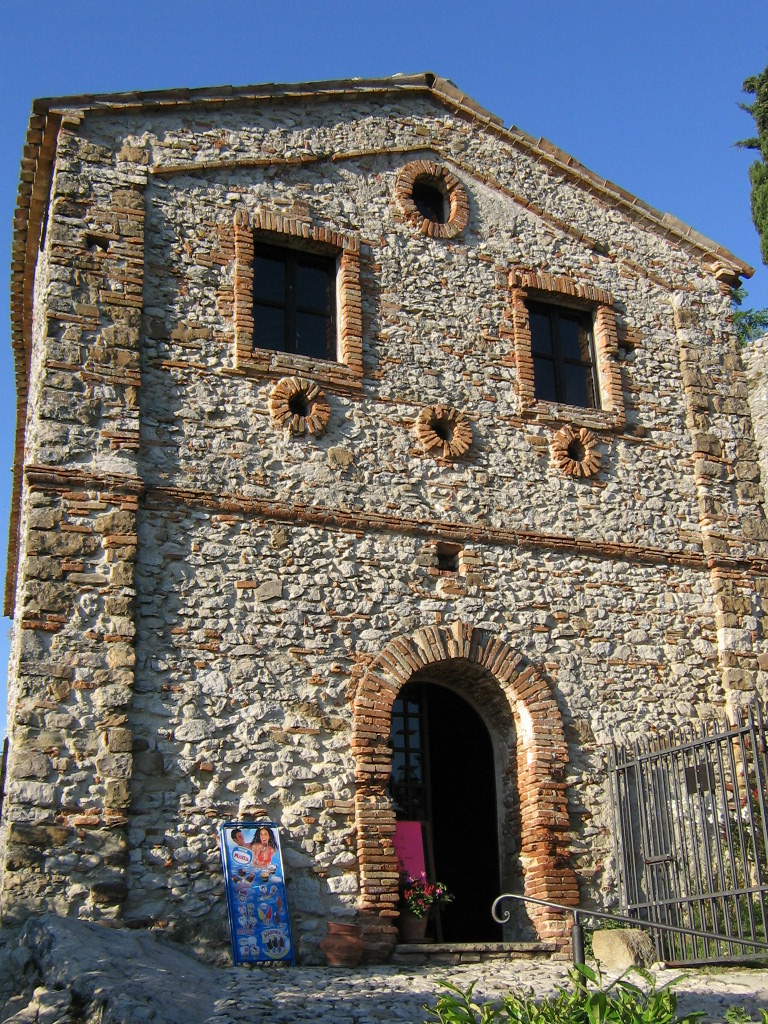
Pieve millenaria

- Chiesa di San Pietro Apostolo (in fondo all'abitato), rimaneggiata nel XVIII secolo, con varie tele del XVIII secolo.
- Pieve millenaria, ex armeria del castello (oggi punto ristoro).